# Parisina d'Este
Parisina d'Este és una òpera en tres actes de Gaetano Donizetti. Felice Romani escrivia el llibret en italià basat en el poema de Lord Byron Parisina (1816). Va ser estrenada el 17 de març de 1833 al Teatro della Pergola a Florència.
Fou la quarta òpera estrenada al Liceu l'any 1847.

## Origen i context
1833 va ser un any extraordinàriament actiu per Donizetti, absent de la seva residència de Nàpols i dedicat a viatjar intensament per la Península: Il furioso all'isola di San Domingo (Roma, 2 de gener), Parisina (Florència, 7 de març), Torquato Tasso (Roma, 9 de setembre) i Lucrezia Borgia (Scala de Milà, 26 de desembre) van ser les quatre noves òperes, totes elles ben rebudes, que van marcar un significatiu progrés del compositor cap al ple domini dels seus recursos com a dramaturg musical, amb la col·laboració dels dos llibretistes italians més importants del moment, Jacopo Ferretti i Felice Romani. Parisina, debut florentí del compositor, ofereix un especial interès; va ser escrita per a l'empresari Alessandro Lanari, que començaria la seva llarga i fecunda col·laboració amb Donizetti encarregant, un any abans, amb el sonor triomf milanès de L'elisir d'amore, especialment actiu a Florència i Venècia, la gestió de Lanari es caracteritzava per la cura de les seves companyies de cant i el luxós de les seves produccions. El contracte es va signar el 21 de maig de 1832 per a la temporada de Carnaval de 1833, període que li va permetre gairebé deu mesos de composició.
Tanmateix, Romani, tot i ser molt talentós, era conegut per la seva mandra i arrogància. Com era habitual en ell, va lliurar el llibret de Parisina a Donizetti amb un gran retard respecte al termini establert. Així doncs, l'òpera es va compondre en poc més de quinze dies i la seva orquestració es va fer en menys d'una setmana.
Segona de les tres òperes de Donizetti amb argument pres de Byron (entre Il diluvio universale i Marino Faliero), Parisina és una de les seves obres més tràgiques pel seu tema i més ombrívoles pel clima de desesperança, d'inexorable destí que, de principi a final, marca el fatum dels seus personatges, gairebé sense moments lluminosos que serveixin de contrast.
El seu argument, que el 1913 reprendrà Mascagni sobre text de D'Annunzio, recrea una història real esdevinguda a la cort del sobirà de Ferrara, Nicolau III d'Este (Azo per a Byron, Azzo per a Romani i Donizetti), que el 1431 va fer executar la seva dona i el seu fill bastard pels seus amors adúlters. Byron, en la seva narració en vers, datada el 1816, envolta en
misteri, després de la decapitació del seu jove amant, la destinació final de Parisina, el nom desapareix de llavis i orelles.
Romani i Donizetti, amics del cop d'efecte, fan morir de dolor a Parisina i converteixen Ugo, de bastard, en fill legítim i
desconegut de Azzo, la filiació es revela en una escena de gran efecte al final del segon acte, tot i que, prèviament, el clímax
de la història s'ha assolit quan Parisina, espiada per Azzo, pronuncia en somnis el nom d'Ugo, amb el consegüent enfrontament violent entre els esposos.

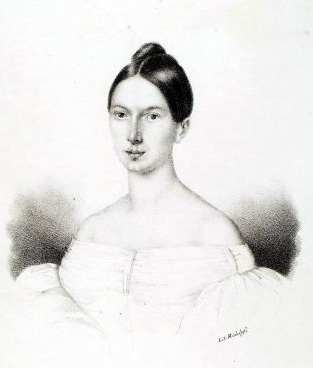
Carolina Ungher, la primera Parisina

Amb aquesta obra, Donizetti crea una esplèndida i patètica figura femenina en el primer acte, desafiant després del descobriment del seu amor en el segon acte, i aclaparada per la tragèdia, però alhora imprecadora, en l'acte conclusiu. Des de la seva aparició en una llarga escena inicial amb cor fins al breu tercer acte només confiat a ella, la seva figura domina l'escenari, del qual només s'absenta en una breu seqüència. Els altres personatges, tot servint de contrapunt a la protagonista, no manquen d'interès: Ugo, amb la seva imprudent vehemència de jove amant romàntic, i Azzo, amb el seu violent i gelós amor per Parisina.

## Representacions
Va ser un èxit en la seva estrena a Florència, però a Milà va ser rebut com un fracàs, mentre que a Nàpols va aconseguir l'aprovació. A Venècia, en canvi, va ser un desastre, tot i que quatre anys més tard va assolir un gran èxit. La causa va ser que tot depenia del repartiment.
Parisina, que va ser la primera òpera donizettiana representada als Estats Units (Nova Orleans, 1837), va patir un llarg eclipsi fins a la dècada del segle xx, en què va començar a ser reposada en diverses ciutats italianes, a les que va prendre el relleu Nova York el 1973, en cèlebre versió de concert a càrrec d'una Caballé en excel·lent moment vocal, ocasió preservada en disc i disponible en el segell Myto. Amb motiu de les commemoracions del bicentenari donizettià, es va reposar a Wexford, Lugano i Lugo de Romagna.